# Rhapsody of Fire
 (енгл. Рапсодија Ватре, познат и по свом оригиналном имену Rhapsody) је италијански симфонијски пауер метал бенд. Основали су га Лука Турили и Алесандро Старополи 1993. године у Трсту.

## Дискографија
Studijski albumi
- (1997)
- (1998)
- (2000)
- (2001)
- (2002)
- (2004)
- (2006)
- (2010)
- (2011)
- (2013)
- (2016)
- (2018)
- (2021)